# Ruizia
Ruizia  es un género de fanerógama con diez especies perteneciente a la familia Malvaceae. 

## Especies
- Ruizia aurea
- Ruizia cordata
- Ruizia diversifolia
- Ruizia fragrans
- Ruizia integrifolia
- Ruizia laciniata
- Ruizia leandrii
- Ruizia lobata
- Ruizia palmata
- Ruizia variabilis